# Democracia (Pando)
Democracia (auch: El Palla) ist eine Ortschaft im Departamento Pando im Tiefland des südamerikanischen Andenstaates Bolivien.

## Lage im Nahraum
Democracia liegt in der Provinz Federico Román und ist der drittgrößte Ort im Cantón Villa Nueva im Municipio Villa Nueva. Die Ortschaft liegt auf einer Höhe von 159 m zwanzig Straßenkilometer nördlich des Río Negro, der hier in West-Ost-Richtung fließt und flussabwärts in den Río Abuná mündet.

## Geographie
Democracia liegt im bolivianischen Teil des Amazonasbeckens in der nördlichen Ecke des Landes nahe der Grenze zu Brasilien.
Die mittlere Durchschnittstemperatur der Region liegt bei 26 °C und schwankt nur unwesentlich zwischen 25 °C im Mai und 27–28 °C von Dezember bis Februar (siehe Klimadiagramm Riberalta). Der Jahresniederschlag beträgt etwa 1300 mm, bei einer ausgeprägten Trockenzeit von Juni bis August mit Monatsniederschlägen unter 20 mm und einer Feuchtezeit von Dezember bis Januar mit Monatsniederschlägen von mehr als 200 mm.

## Verkehrsnetz
Democracia liegt in einer Entfernung von etwa 270 Kilometern Luftlinie nordöstlich von Cobija, der Hauptstadt des Departamentos.
Democracia ist nicht auf dem Landweg über befestigte Straßen von Cobija aus zu erreichen. Die Ortschaft liegt in dem feuchten flachwelligen Gelände zwischen dem nördlich gelegenen Río Abuná und dem südlich gelegenen Río Orthon. Die Anlage von befahrbaren Pisten, erst recht von befestigten Straßen ist in dieser Region sehr aufwändig.
Democracia ist über eine Piste mit der 37 Kilometer südlich am Río Orthon gelegenen Ortschaft Humaitá verbunden, nach Norden mit der 25 Kilometer entfernten Ortschaft Reserva.

## Bevölkerung
Die Einwohnerzahl des Ortes ist bei der letzten Volkszählung von 2012 mit 141 Einwohnern angegeben, von vorherigen Volkszählungen liegen auf Grund der geringen Ortsgröße keine statistischen Daten vor:
| Jahr | Einwohner         | Quelle       |
| ---- | ----------------- | ------------ |
| 1992 | keine Detaildaten | Volkszählung |
| 2001 | keine Detaildaten | Volkszählung |
| 2012 | 141               | Volkszählung |
| 2024 |                   | Volkszählung |